# Syndiniales
Syndiniophyceae é uma classe de organismos unicelulares do filo Dinoflagellata, que compreende uma única ordem, Syndiniales. Vivem exclusivamente em endossimbiose em animais marinhos e em protozoários. A forma trófica é frequentemente multinucleada, e desenvolve divisões para formar esporos móveis com dois flagelos num arranjo típico de dinoflagelados. Perderam a teca e os cloroplastos e, ao contrário de todos as outras ordens, o núcleo jamais é dinocarion. Um bom exemplo é Amoebophrya, parasita de outros dinoflagelados.